# Jon Gries

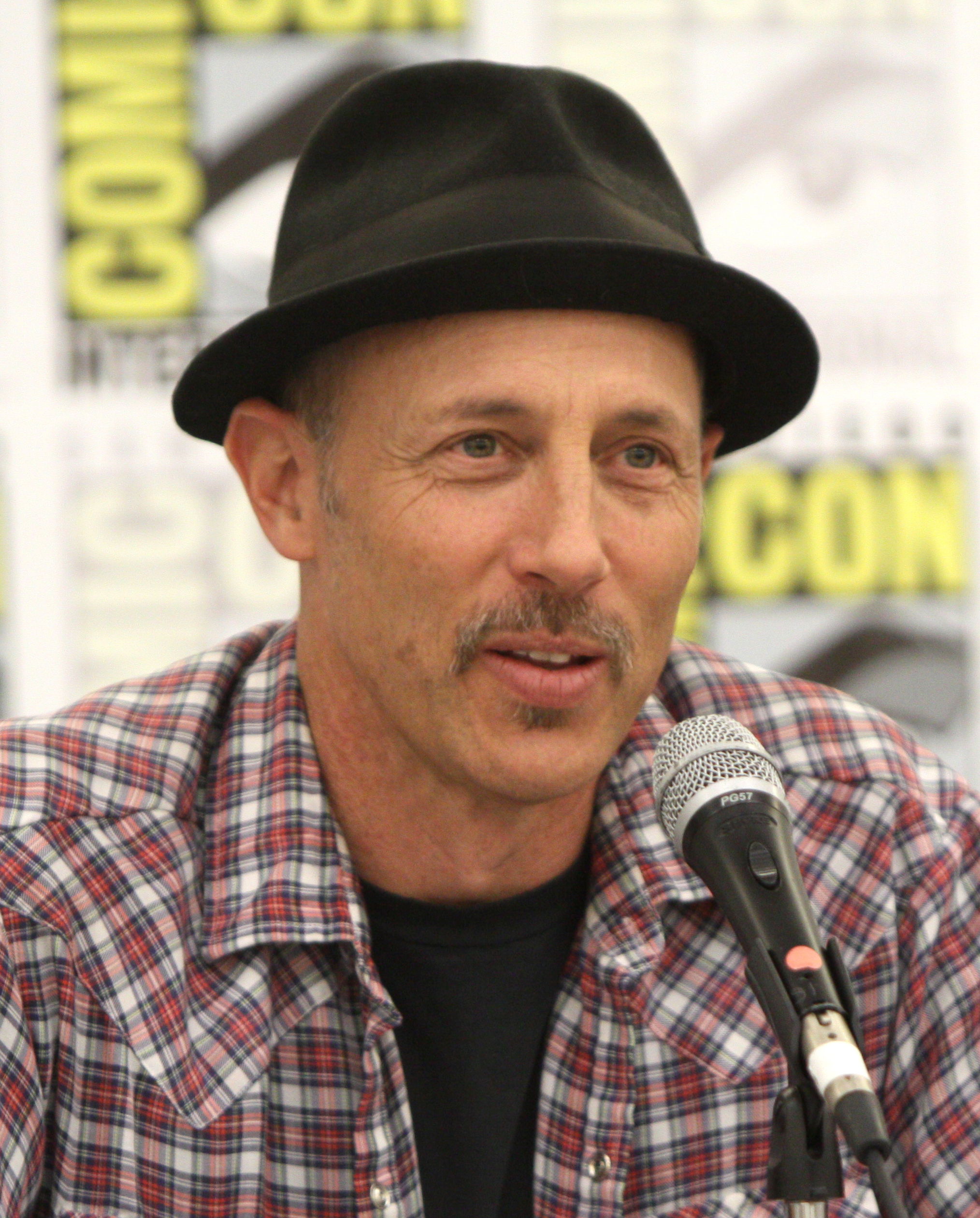
Jon Gries (2011)

Jonathan Francis Gries (* 17. Juni 1957 in Glendale, Kalifornien) ist ein US-amerikanischer Schauspieler, Komponist, Produzent und Regisseur.

## Werdegang
Jonathan „Jon“ Gries’ Vater Tom Gries war als Produzent und Regisseur erfolgreich. Seine erste Rolle hatte Gries im Alter von elf Jahren in dem Western Der Verwegene. Über die Jahre hinweg etablierte sich Jon Gries als erfahrener Schauspieler und spielte in bekannten Filmen wie Men in Black und Napoleon Dynamite mit. Ferner weist er auch Auftritte in Fernsehserien wie Akte X – Die unheimlichen Fälle des FBI  und Emergency Room – Die Notaufnahme auf. Er trat in drei Staffeln der Fernsehserie Lost als Nebendarsteller auf, dort in der Rolle des Roger Linus.

## Filmografie (Auswahl)
Schauspieler
- 1968: Der Verwegene (Will Penny)
- 1976: Born of Water
- 1976: Helter Skelter – Die Nacht der langen Messer (Helter Skelter, Fernsehfilm)
- 1979: Sunnyside
- 1979: Swap Meet
- 1983: Die Vidioten (Joysticks)
- 1985: Was für ein Genie (Real Genius)
- 1986: TerrorVision
- 1986: Diese Zwei sind nicht zu fassen (Running Scared)
- 1987: Der Berserker (Number One with a Bullet)
- 1987: Monster Busters (The Monster Squad)
- 1988: Mein Nachbar, der Vampir (Fright Night Part II)
- 1989: Kill me again
- 1989, 1991: Zurück in die Vergangenheit (Quantum Leap, Fernsehserie)
- 1990: NAM – Dienst in Vietnam (Tour of Duty, Fernsehserie)
- 1990: Grifters (The Grifters)
- 1992–1994: Martin (Fernsehserie)
- 1993: Hol’ die Mama aus dem Sarg! (Ed and His Dead Mother)
- 1994: Akte X – Die unheimlichen Fälle des FBI (The X Files, Fernsehserie)
- 1994: Beverly Hills, 90210 (Fernsehserie)
- 1995: Schnappt Shorty (Get Shorty)
- 1996–2000: Pretender (Fernsehserie)
- 1997: Men in Black
- 1997: Vom Retter missbraucht (Casualties)
- 2000: The Beatnicks
- 2001: Emergency Room – Die Notaufnahme (ER, Fernsehserie)
- 2002: 24 (Fernsehserie)
- 2003: Welcome to the Jungle (The Rundown)
- 2003: The Snow Walker – Wettlauf mit dem Tod (The Snow Walker)
- 2003: The Big Empty
- 2004: Napoleon Dynamite
- 2005: Waterborne
- 2005: Sledge: The Untold Story
- 2006: Rebell in Turnschuhen (Stick It)
- 2006: Car Babes
- 2006 Astronaut Farmer (The Astronaut Farmer)
- 2007: The Comebacks
- 2007–2010: Lost (Fernsehserie)
- 2008: 96 Hours (Taken)
- 2008: CSI: NY (Fernsehserie)
- 2009: Small Town Secret (Elsewhere)
- 2010: Cold Case – Kein Opfer ist je vergessen (Cold Case, Fernsehserie)
- 2010: Psych (Fernsehserie, Episode 5x09)
- 2010, 2012: Supernatural (Fernsehserie, 2 Folgen)
- 2010: Nikita (Fernsehserie, Episode 1x10)
- 2012: 96 Hours – Taken 2 (Taken 2)
- 2012: Deep in the Heart
- 2013: Bad Turn Worse
- 2014: Criminal Minds (Fernsehserie, Episode 9x13)
- 2014: 96 Hours – Taken 3 (Taken 3)
- 2016: Operation Chromite (인천상륙작전 Incheon Sangnyuk Jakjeon)
- 2021–2025: The White Lotus (Fernsehserie, 14 Episoden)
- 2023: Only the Good Survive
- 2024: Solvent

Regie
- 2000: Pretender (Fernsehserie)
- 2010: Pickin’ & Grinnin’

Musik
- 2010: Pickin’ & Grinnin’

Produktion
- 1999: Twin Falls Idaho
- 2001: Second Coming
- 2001: Jackpot
- 2003: Northfork
- 2010: Pickin’ & Grinnin’

## Auszeichnungen
- 2005: Teen-Choice-Award-Nominierung für Napoleon Dynamite
- 2005: Independent-Spirit-Award-Nominierung für  Napoleon Dynamite